# كارين سميث (لاعبة هوكي الحقل)
كارين سميث (بالإنجليزية: Karen Smith) هي لاعب هوكي الحقل أسترالية، ولدت في 30 يناير 1979 في توومبا في أستراليا.

## وصلات خارجية
- كارين سميث على موقع أوليمبيديا (الإنجليزية)
- كارين سميث على موقع اللجنة الأولمبية الأسترالية (الإنجليزية)
- كارين سميث على موقع دورة ألعاب الكومنولث 2006 (مؤرشف) (الإنجليزية)